# タケムラヤスシ
yasushi takemura（竹村 安司、たけむら やすし、タケムラ ヤスシ、1978年5月10日 - ）は、日本の音楽家。作曲、編曲、プログラミング、DJ、ギタリスト。

## 略歴
高知県立岡豊高等学校にて松居孝行のもとクラシックギターを始める。エリザベト音楽大学器楽学科クラシックギター科を卒業。同大学の研究課程を修了。クラシックギターを佐藤紀雄、徳武正和、松居孝行に師事。ジャズギターを岩本貢に師事。イタリア、ガルニアーノにてオスカー・ギリアのマスタークラスを受講。
エリザベト音楽大学在学中に関わった宮岡秀行監督映画『私家版 ヒロシマ、メーロス』では「この作品にはなくては成らない存在だった。」「コンサートの場面は、全リハーサルの撮影を通じてキャメラマンが覚えていった演奏/オーケストレーションを、現場での竹村くんとのコラボレーションで記録したもう一つの「演奏」だ。」と監督本人から評される。
クラシックギターでの演奏活動はもとより、山田岳らと現代曲を中心に演奏を行うアンサンブル「TOY」の主宰やフリー・インプロヴィゼーションを行う。
2006年Date fm[NEW Side]主催FreeTEMPOリミックスコンテストのファイナリストになった事をきっかけにforestnauts recordsへ所属。
2008年ダンス・ポップスユニットweekendersに参加。同年、オリジナルアルバムを発表。
blanc.、Lori Fine(COLDFEET)、スウェーデンからSTALKER STUDIO(IRMA RECORDS)等のヴォーカルを迎え、完成された作品は音楽関係者から高い評価を受ける。同作品は韓国でもリリースされる。
2009年よりソロ活動を開始。
日本最大級のハウス・イベント「LOVE & HOUSE」のコンピレーションアルバムへの提供した「Shine feat. Mary」は東海テレビ「a life」のテーマ曲に起用される。
2010年はそれまでの活動と並行し、CMやラジオ局へのサウンドステッカーの提供、竹村安司名義で電子音楽とクラシック音楽の関わりについてのワークショップをピアニスト伊藤憲孝と行う。
2012年Redbull Music Academy B.C.へ参加。
2013年頃よりギタリストとしての活動範囲を広げ演奏会や録音を中心とした活動を行う。
2014年初のソロ作品をリリース。エレクトリックギターによる編曲、録音は世界で初めてとなるスティーヴ・ライヒ「木片の音楽」を収録。同作品の解説はアンサンブルノマド主宰佐藤紀雄によるもの。
近年はこれまで脚光を浴びることがなかったクラシックの小品を発掘し、演奏会に於いて発表を続けている。

## ディスコグラフィ

### 参加作品
- 2007/7 Satokolab : Time After Time EP
Time After Time (yasushi takemura f mix)
- 2007/12 Weekenders : BEAUTIFUL DREAMER EP
 BEAUTIFUL DREAMER (yasushi takemura o.n.k.mix)
- 2008/2 Syunya Isobe ＋ Ayano Ikeda : La creazion...La fine
Erde 〜エディットされたクラシックギターによるオスティナート〜 remixed by yasushi takemura
- 2008/4 Sound Around : Lights feat. Jasmine Wright EP
Lights feat. Jasmine Wright (weekend mix by Weekenders)
- 2008/4 aperitivo tokyo2
 Sound Around : Lights feat. Jasmine Wright (Weekend mix by Weekenders)
- 2008/4 NTTドコモ 北海道 Music PUNCH
Sound Around : Lights feat. Jasmine Wright (Weekend mix by Weekenders)
Sound Around : Wish Your Smile feat. MEG (Weekenders remix)
- 2008/5 Project Green vol.1 Forest City
Weekenders : rest (amayadoremix)
- 2008/6 Lyrical House
Weekenders : rest (ameagaremix)
- 2008/7 Satokolab : PULS LOVE
Higher (yasushi takemura remix)
- 2008/9 Weekenders : World's End (ALUBM、EP)
All tunes
- 2008/11 PLAY LOUD
COLDFEET : I'M WITH YOU (Weekenders Remix)
- 2008/11 COLDFEET : TEN remixes
I'M WITH YOU (Weekenders Remix)
- 2008/12 LOCKSMITH COMPILATION 1
イ・ミンギ × Weekenders : We Can't Forget the Reason
- 2009/4 STALKER STUDIO : singing for you
WEEKENDERS : Love Diary
- 2009/8 COLDFEET : TEN remixes
COLDFEET : I'M WITH YOU (Weekenders Remix)
- 2010/1 LOVE & HOUSE : BRIGHTEST
DANTZ : BRIGHTEST feat.加賀美セイラ
TAKUYATOKYO : Shine feat. Mary
TAKUYATOKYO : Belive feat. ellie
TAKUYATOKYO : Shine feat. Mary (CLUB EDIT)
- 2010/8 cargo × seira : FLOWER SHOWER
cargo : Amazing Grace
- 2011/11 DIZCO : 10
All tunes
- 2013/11 antennasia :Howling
Echo in the Night
Roses for Stories in Silent Pauses
 Weylyn 
Cupid S(w)ings
The Laser Pointer
- 2014/11 タケムラヤスシ :エレクトリックギターによるスティーヴ・ライヒ作品集
Music for Pieces of Wood（木片の音楽）
Nagoya Guitars
Electric Counterpoint : I. Fast
Electric Counterpoint : II. Slow
Electric Counterpoint : III. Fast
- 2017/8 山田岳 :OSTINATI
アルヴィン・ルシエ (1931- )：アコースティックギターとサイン波のための《月光に輝く散り敷ける落葉の上に》(2012)
- 2018/10 Ambient Folk - MEGADOLLY Consultancy 1/9 (100 Releases Memorial)
antennasia /Roses for Stories in Silent Pauses
- 2018/12 Relax Avant - MEGADOLLY Consultancy 8/9 (100 Releases Memorial) 
Steve Reich / Electric Counterpoint : III. Fast